# Amphilophus alfari
Amphilophus alfari es una especie de peces de la familia Cichlidae en el orden de los Perciformes.

## Morfología
Los machos pueden llegar alcanzar los 15 cm de longitud total.

## Distribución geográfica
Se encuentra en la América Central: desde el río Patuca (Honduras) hasta Costa Rica. Se pueden encontrar en pequeños riachuelos o nacientes de agua.  